# Hemerobius anomalus
Hemerobius anomalus is een insect uit de familie van de bruine gaasvliegen (Hemerobiidae), die tot de orde netvleugeligen (Neuroptera) behoort. De wetenschappelijke naam van de soort werd als Dyshemerobius anomalus in 1992 gepubliceerd door Victor Monserrat.